# Anaxyrus canorus
Anaxyrus canorus é uma espécie de anfíbio anuro da família Bufonidae. É considerada em perigo pela Lista Vermelha da UICN. Está presente nos Estados Unidos.